# Claudio Marchisio
Pour les articles homonymes, voir Marchisio.
Claudio Marchisio, né le 19 janvier 1986 à Turin, est un footballeur international italien évoluant au poste de milieu relayeur.
Il jouait à la Juventus jusqu’en 2018 dont il était vice-capitaine. Il a été formé depuis ses débuts chez les jeunes en 1993 et y est professionnel depuis 2006. Il joue également en sélection dans l'équipe nationale d'Italie.

## Biographie

### Vie personnelle
Claudio Marchisio est marié à Roberta Sinopoli depuis le 9 juin 2008. Ils ont deux garçons : Davide, né le 31 août 2009 et Leonardo, né le 12 mars 2012.

### Carrière en club

#### Les débuts

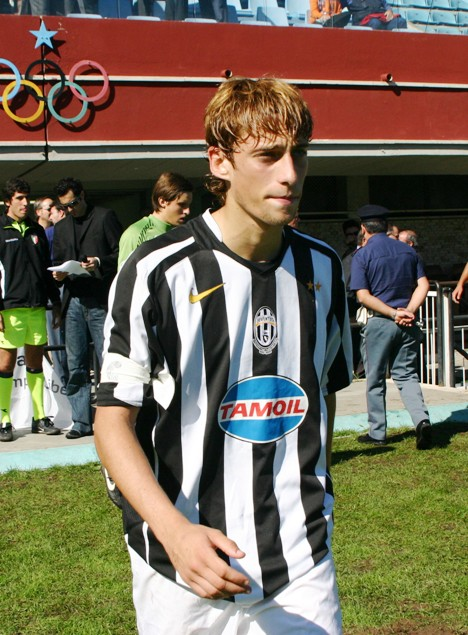
Marchisio en 2005, alors âgé de 19 ans.

Claudio Marchisio grandit à Andezeno (à une quinzaine de km au sud-est de Turin), dans une famille tous supporters de la Juventus. Sa famille était abonnée aux matchs de la Juve, et Claudio était régulièrement ramasseur de balles lors des matchs à domicile au Stadio delle Alpi.
Surnommé « Il Principino »(« le petit prince » en français), il a été formé dans le secteur jeune de la Juventus, où il eut l'occasion de progresser, à l'époque entraîné par l'ex-défenseur Vincenzo Chiarenza. Avec la Primavera bianconera (où il joua en tant que trequartista, milieu offensif, avant d'être replacé plus en retrait à 16 ans) il a gagné nombre de trophées en tant que capitaine (Lors de son ultime saison avec le centre de formation en 2006, il remporte par exemple le Championnat Primavera, leur premier depuis 12 ans, et atteint la finale du Tournoi de Viareggio).
Durant la saison 2005-06, il fut même convoqué avec l'équipe première de Fabio Capello, mais n'a jamais fait son apparition sur le terrain.

#### 2006-2009: la révélation
Claudio est choisi, comme d'autre talents de la Primavera de la Juventus (comme Sebastian Giovinco), à contribuer à la remontée du club en Serie A durant la saison 2006-07. L'équipe est alors entraînée par Didier Deschamps. Il joue le premier match de sa carrière le 19 août 2006 lors d'une victoire 3-0 sur l'AC Martina en Coupe d'Italie, puis son premier match de championnat le 29 octobre 2006, en entrant en jeu à la place de David Trezeguet lors d'une victoire 1-0 en Serie B contre Frosinone.
Après avoir joué les trois journées suivantes, il dispute son premier match en tant que titulaire contre Brescia le 1er novembre (victoire 2-0). Le milieu montre une très grande personnalité et de cette façon, il joue encore dès la première minute de la grande rencontre Napoli-Juventus, match difficile à l'extérieur pour les Bianconeri. Marchisio, en binôme avec Matteo Paro, dispute un match excellent démontrant avoir une maturité incroyable pour un garçon de son âge. Cette prestation de haut niveau incite Didier Deschamps à le faire jouer plus régulièrement, en devenant un des premiers choix dans l'entre jeu turinois.
Le 24 juin 2007, il est prêté, au même titre que son coéquipier Sebastian Giovinco, au club d'Empoli. Le 26 août, il fait sa première apparition parmi l'élite, dans le match Fiorentina-Empoli. Malgré la relégation du club auquel il est prêté, Marchisio réussit une belle saison.

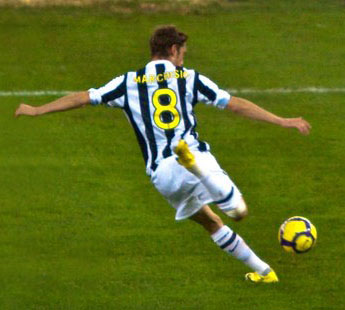
Marchisio lors de la saison 2008-09.

Le destin de Claudio semble être teint de blanc et noir ; en effet les dirigeants l'ont fait revenir au club dès la fin de la saison 2007-2008 au même titre que son coéquipier Sebastian Giovinco, en vue de leur retour en Ligue des champions et de la course au titre de Serie A. Lors de la saison 2008-09, il fait preuve, dans l'équipe de la Juve dirigée par Claudio Ranieri, de son indéniable talent. Deux ans seulement après être remontée de Serie B, la Vecchia Signora termine deuxième du championnat d'élite italien et atteint les huitièmes de finale de la Ligue des champions. Marchisio participe pleinement à ce parcours avec 32 matchs de championnat disputés, 3 buts et 2 passes décisives.

#### 2009-2011: stagnation
La saison 2009-10 démarre en trombe pour la Juventus qui occupe fin septembre la tête du championnat italien. Avec ses nouveaux coéquipiers Diego et Felipe Melo, Marchisio est appelé à former le milieu de terrain qui ramènera la Juventus de Ciro Ferrara vers les sommets. Sa première moitié de saison le voit confirmer tout le bien que l'on dit de lui : un milieu défensif, efficace à la récupération, qui attaque tous les ballons et avec une bonne maîtrise de balle, comme en témoigne son magnifique but contre l'Inter Milan lors de la 15e journée de Serie A en décembre 2009.
Mais les choses se corsent bien vite. Fin décembre, la Juve est déjà exclue de la course au titre et éliminée de la Ligue des champions. Elle sombrera totalement lors de la deuxième moitié de la saison et Marchisio, trimballé à tous les postes du milieu de terrain, ne parvient plus à aligner les performances correctes.
Le 27 mai 2010 le tout nouvel entraineur de la Juventus, Luigi Del Neri, annonce son projet de faire du jeune Claudio Marchisio le prochain capitaine titulaire de la Juventus après le départ de l'actuel porteur emblématique du brassard Alessandro Del Piero dont le contrat expirera en juin 2012.
Le 30 janvier 2011 lors de la 22e journée de Serie A, il inscrit un but d'un superbe ciseau acrobatique contre l'Udinese mais son équipe ne parviendra pas à s'imposer (score final: 1-2). Claudio inscrit un nouveau but la journée suivante face à Palerme mais la Juve est une nouvelle fois battue sur le même score (2-1). Pour beaucoup de fans en Italie, cette saison 2010-11 et ces buts contre l'Udinese et Palerme reflètent parfaitement les forces et les lacunes de Marchisio: il est un joueur capable de gestes brillants, mais ses inspirations sont trop sporadiques et il a peu progressé entre 2009 et 2011. Des doutes sont émis sur sa capacité à devenir l'héritier de Marco Tardelli, ex-légende turinoise à laquelle "Il Principino" est souvent comparé.

#### 2011-2016: enfin à la hauteur

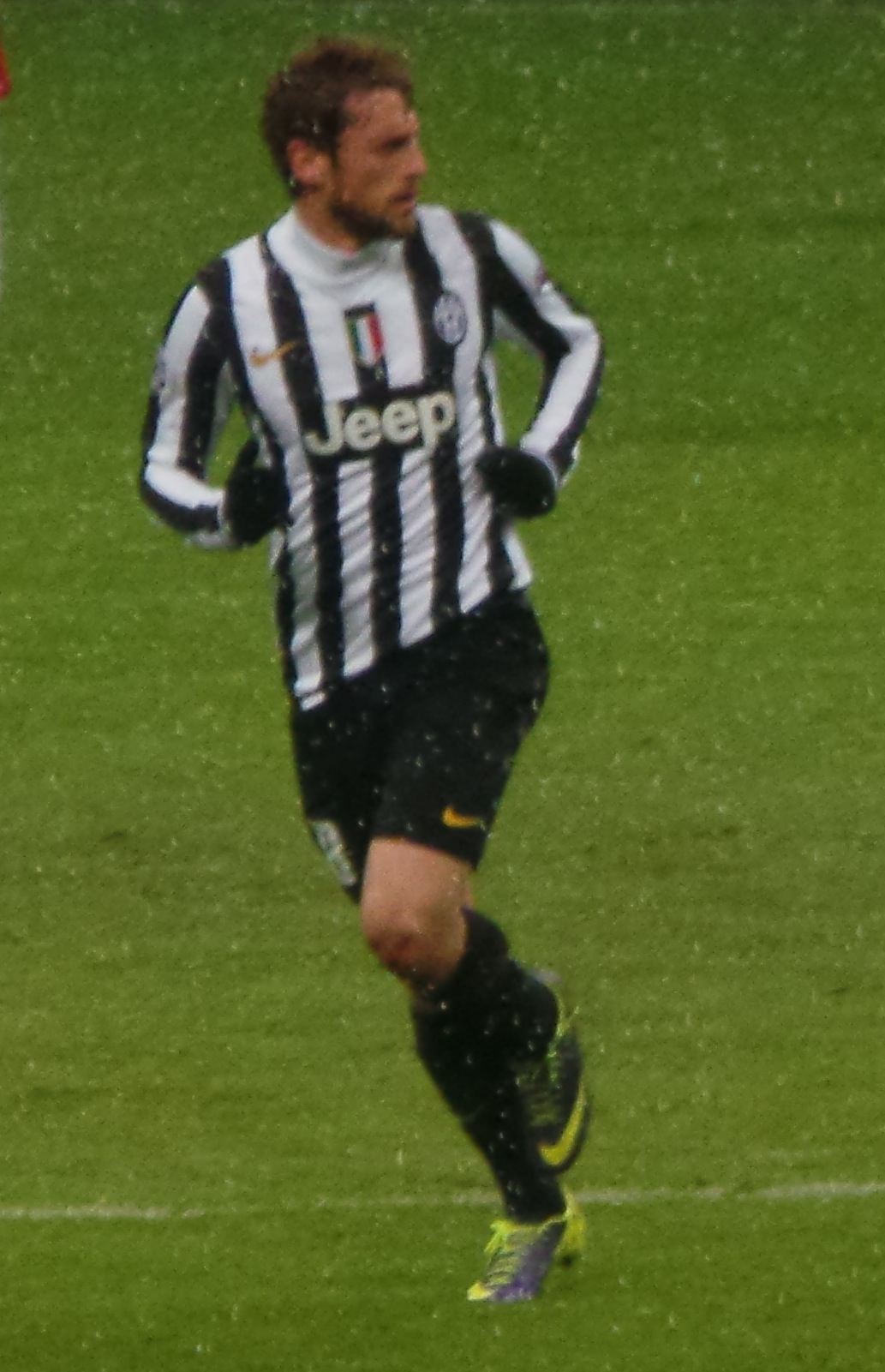
Marchisio en 2013.

Critiqué comme jamais auparavant, Claudio Marchisio voit arriver sur le banc turinois Antonio Conte, lui-même un ancien milieu de terrain de la Juventus entre 1992 et 2004. Conte se lance dans la construction d'une équipe offensive. Dans cette nouvelle Juve, Marchisio est associé en milieu de terrain à ses deux nouveaux coéquipiers, Andrea Pirlo et le Chilien Arturo Vidal.
Cette association trouve rapidement ses marques. Lors de la 1re journée de Serie A, la Juventus, dans sa toute nouvelle enceinte, fait exploser Parme 4-1. Marchisio et Vidal sont tous les deux auteurs de buts splendides. Le 2 octobre 2011, lors de la 6e journée de Serie A, Claudio Marchisio inscrit un doublé face au Milan AC qui permet à la Juventus de gagner 2-0, alors qu'un nul de 0-0 semblait inéluctable. C'est la première fois qu'il marque plus d'un but au cours du même match, et au bout d'un mois de championnat, il a déjà marqué autant qu'au cours de toute la saison 2009-10 par exemple.
Après un léger passage à vide entre décembre 2011 et mars 2012, Claudio retrouve le chemin des filets le 18 mars contre la Fiorentina, pour un succès 5-0. Ce retour en forme tombe bien car la Juventus a entretemps perdu sa place de leader de la Serie A au profit du Milan AC, et doit rattraper le temps perdu. Cette mission sera accomplie avec brio et le 13 mai 2012, la Vecchia Signora est sacrée championne d'Italie pour la première fois depuis 2006. Elle ne perd aucun de ses 38 matchs de championnat et Marchisio, avec 9 buts et 4 passes décisives en 36 apparitions, participe pleinement à cette œuvre, réussissant la meilleure saison de sa carrière.
Le 17 avril 2016, à l'occasion du match Juventus-Palerme (4-0), il est victime d'une rupture des ligaments croisés du genou gauche, ce qui met fin à sa saison.
Il revient lors de la saison suivante lors du match de Ligue des Champions l'opposant au FC Séville, dans lequel il marquera sur penalty. Il revient progressivement mais n'est pas titulaire, ne l'empêchant pas d'entrer en cours de jeu lors de la finale contre le Real Madrid perdue 4-1. Le 17 août 2018, il quitte la Juve après avoir résilié son contrat à l'amiable.

#### 2017-2019: blessures et retraite
Après avoir quitté son club formateur, il signe un contrat avec le Zénith Saint-Pétersbourg. Malheureusement, son corps est fragile et il ne jouera que 15 petits matchs en Russie. Il est tout de même sacré champion de Russie avec le club russe. À la fin de la saison, il décide de résilier son contrat. Le 3 octobre 2019, il annonce sa retraite sportive dans les locaux de la Juventus après avoir refusé un certain nombre d'offres qui lui avaient été faites.

### Carrière en équipe nationale
Claudio Marchisio fait sa première apparition sous le maillot italien des espoirs de Casiraghi le 1er juillet 2007. Il devient alors l'une des pièces maîtresses de l'effectif avec Sebastian Giovinco, Giuseppe Rossi et Paolo De Ceglie. Il prend part avec l'équipe olympique aux JO de Pékin en 2008. Sa première sélection avec les seniors a lieu le 12 août 2009 lors d'un match face à la Suisse. Claudio commence la rencontre en tant que titulaire. Il fait partie des 23 italiens sélectionnés par Marcello Lippi pour disputer le Mondial 2010 en Afrique du Sud. À la veille du match de l'Italie contre la Serbie (match de qualification à l'Euro 2012), Claudio Marchisio déclare: « Je rêve d'inscrire mon premier but en azzurro ». Son désir se concrétise après seulement 54 secondes de jeu, lorsqu'il reçoit une passe de Giuseppe Rossi et trompe Bojan Jorgacević. En juin 2012, Marchisio dispute l'Euro 2012 avec l'Italie. Il affiche de belles dispositions et commence tous les six matchs du parcours des Azzurri jusqu'à la finale, qui voit les hommes de Cesare Prandelli perdre 4-0 face à l'Espagne. Claudio Marchisio inscrit son premier but dans un tournoi majeur face à l'Angleterre lors de la Coupe du monde 2014. Atteint en avril 2016 d'une rupture des ligaments croisés du genou gauche, il est contraint de déclarer forfait pour l'Euro 2016,.

## Caractéristiques techniques
Considéré comme un des meilleurs joueurs italiens et parmi l'un des meilleurs à son poste au monde, il est fort physiquement et doté d'une bonne vision de jeu. Ses points forts sont ses insertions entre les lignes, sa capacité à recouvrir tous les postes du milieu de terrain, la récupération et la distribution du ballon ; c'est également un bon dribbleur. Il est souvent comparé à Marco Tardelli pour sa capacité à percuter et à marquer des buts. Claudio a aussi déclaré que ses idoles sont l'ancien capitaine de Liverpool Steven Gerrard ainsi qu'Alessandro Del Piero, son ancien coéquipier à la Juventus.

## Statistiques

### Générales
| Saison                | Club                     | Championnat           | Championnat | Championnat | Championnat | Coupe(s) nationale(s) | Coupe(s) nationale(s) | Coupe(s) nationale(s) | Supercoupe | Supercoupe | Supercoupe | Compétition(s) continentale(s) | Compétition(s) continentale(s) | Compétition(s) continentale(s) | Compétition(s) continentale(s) | Italie | Italie | Italie | Total | Total | Total |
| Saison                | Club                     | Division              | M.          | B.          | P.d.        | M.                    | B.                    | P.d.                  | M.         | B.         | P.d.       | Comp.                          | M.                             | B.                             | P.d.                           | M.     | B.     | P.d.   | M.    | B.    | P.d.  |
| 2006-2007             | Juventus                 | Serie B               | 25          | 0           | 0           | 1                     | 0                     | 0                     | -          | -          | -          | -                              | -                              | -                              | -                              | -      | -      | -      | 26    | 0     | 0     |
| 2008-2009             | Juventus                 | Serie A               | 24          | 3           | 2           | 2                     | 0                     | 0                     | -          | -          | -          | C1                             | 6                              | 0                              | 0                              | -      | -      | -      | 32    | 3     | 2     |
| 2009-2010             | Juventus                 | Serie A               | 28          | 3           | 3           | 0                     | 0                     | 0                     | -          | -          | -          | C1+C3                          | 4+3                            | 0                              | 1+0                            | 6      | 0      | 0      | 41    | 3     | 4     |
| 2010-2011             | Juventus                 | Serie A               | 32          | 4           | 4           | 1                     | 0                     | 0                     | -          | -          | -          | C3                             | 8                              | 0                              | 0                              | 7      | 0      | 0      | 48    | 4     | 4     |
| 2011-2012             | Juventus                 | Serie A               | 36          | 9           | 4           | 3                     | 1                     | 0                     | -          | -          | -          | -                              | -                              | -                              | -                              | 13     | 1      | 2      | 52    | 11    | 6     |
| 2012-2013             | Juventus                 | Serie A               | 29          | 6           | 5           | 2                     | 0                     | 0                     | 1          | 0          | 1          | C1                             | 8                              | 2                              | 3                              | 12     | 1      | 3      | 52    | 9     | 12    |
| 2013-2014             | Juventus                 | Serie A               | 29          | 4           | 1           | 2                     | 0                     | 0                     | 1          | 0          | 0          | C1+C3                          | 4+7                            | 0                              | 0+1                            | 9      | 2      | 0      | 52    | 6     | 2     |
| 2014-2015             | Juventus                 | Serie A               | 35          | 3           | 8           | 4                     | 0                     | 1                     | 1          | 0          | 0          | C1                             | 12                             | 0                              | 1                              | 5      | 0      | 0      | 57    | 3     | 10    |
| 2015-2016             | Juventus                 | Serie A               | 23          | 0           | 2           | 3                     | 0                     | 0                     | 1          | 0          | 0          | C1                             | 5                              | 0                              | 0                              | 2      | 1      | 1      | 34    | 1     | 3     |
| 2016-2017             | Juventus                 | Serie A               | 18          | 1           | 3           | 2                     | 0                     | 0                     | 1          | 0          | 0          | C1                             | 8                              | 1                              | 1                              | 1      | 0      | 0      | 30    | 2     | 4     |
| 2017-2018             | Juventus                 | Serie A               | 15          | 0           | 0           | 4                     | 0                     | 0                     | -          | -          | -          | C1                             | 1                              | 0                              | 0                              | -      | -      | -      | 20    | 0     | 0     |
| Sous-total            | Sous-total               | Sous-total            | 294         | 33          | 33          | 24                    | 1                     | 1                     | 5          | 0          | 1          | -                              | 66                             | 3                              | 7                              | 55     | 5      | 6      | 444   | 42    | 48    |
| 2007-2008             | Empoli FC (prêt)         | Serie A               | 26          | 0           | 1           | 1                     | 0                     | 0                     | -          | -          | -          | C3                             | 2                              | 0                              | 0                              | -      | -      | -      | 29    | 0     | 1     |
| Sous-total            | Sous-total               | Sous-total            | 26          | 0           | 1           | 1                     | 0                     | 0                     | -          | -          | -          | -                              | 2                              | 0                              | 0                              | -      | -      | -      | 29    | 0     | 1     |
| 2018-2019             | Zenith Saint-Petersbourg | Primer-Liga           | 9           | 2           | 0           | 1                     | 0                     | 0                     | -          | -          | -          | C3                             | 5                              | 0                              | 0                              | -      | -      | -      | 15    | 2     | 0     |
| Sous-total            | Sous-total               | Sous-total            | 9           | 2           | 0           | 1                     | 0                     | 0                     | -          | -          | -          | -                              | 5                              | 0                              | 0                              | -      | -      | -      | 15    | 2     | 0     |
| Total sur la carrière | Total sur la carrière    | Total sur la carrière | 329         | 35          | 34          | 26                    | 1                     | 1                     | 5          | 0          | 1          | -                              | 73                             | 3                              | 7                              | 55     | 5      | 6      | 488   | 44    | 49    |

### Statistiques en sélection nationale
| Matchs internationaux de Claudio Marchisio | Matchs internationaux de Claudio Marchisio | Matchs internationaux de Claudio Marchisio    | Matchs internationaux de Claudio Marchisio | Matchs internationaux de Claudio Marchisio | Matchs internationaux de Claudio Marchisio | Matchs internationaux de Claudio Marchisio                    |
| 0                                          | Date                                       | Lieu                                          | Adversaire                                 | Score                                      | Compétition                                | Commentaires                                                  |
| ------------------------------------------ | ------------------------------------------ | --------------------------------------------- | ------------------------------------------ | ------------------------------------------ | ------------------------------------------ | ------------------------------------------------------------- |
| 1                                          | 12 août 2009                               | Parc Saint-Jacques, Bâle, Suisse              | Suisse                                     | 0 - 0                                      | Match amical                               | Titulaire (remplacé à la 73e minute)                          |
| 2                                          | 9 septembre 2009                           | Stade olympique, Turin, Italie                | Bulgarie                                   | 2 - 0                                      | Éliminatoires Coupe du monde 2010          | Titulaire (remplacé à la 72e minute)                          |
| 3                                          | 3 mars 2010                                | Stade Louis-II, Monaco, Monaco                | Cameroun                                   | 0 - 0                                      | Match amical                               | Remplaçant (entre à la 46e minute)                            |
| 4                                          | 3 juin 2010                                | Stade Roi Baudouin, Bruxelles, Belgique       | Mexique                                    | 1 - 2                                      | Match amical                               | Titulaire                                                     |
| 5                                          | 14 juin 2010                               | Cape Town Stadium, Le Cap, Afrique du Sud     | Paraguay                                   | 1 - 1                                      | Coupe du monde 2010                        | Titulaire (remplacé à la 59e minute)                          |
| 6                                          | 20 juin 2010                               | Stade Mbombela, Nelspruit, Afrique du Sud     | Nouvelle-Zélande                           | 1 - 1                                      | Coupe du monde 2010                        | Titulaire (remplacé à la 67e minute)                          |
| 7                                          | 10 août 2010                               | Boleyn Ground, Londres, Angleterre            | Côte d'Ivoire                              | 0 - 1                                      | Match amical                               | Remplaçant (entre à la 74e minute)                            |
| 8                                          | 8 octobre 2010                             | Windsor Park, Belfast, Irlande du Nord        | Irlande du Nord                            | 0 - 0                                      | Éliminatoires Euro 2012                    | Remplaçant (entre à la 79e minute)                            |
| 9                                          | 12 octobre 2010                            | Stade Luigi-Ferraris, Gênes, Italie           | Serbie                                     | 3 - 0                                      | Éliminatoires Euro 2012                    | Titulaire                                                     |
| 10                                         | 25 mars 2011                               | ŽŠD Stadion, Ljubljana, Slovénie              | Slovénie                                   | 0 - 1                                      | Éliminatoires Euro 2012                    | Remplaçant (entre à la 87e minute)                            |
| 11                                         | 29 mars 2011                               | NSC Olimpiski, Kiev, Ukraine                  | Ukraine                                    | 0 - 2                                      | Match amical                               | Titulaire (remplacé à la 89e minute)                          |
| 12                                         | 3 juin 2011                                | Stade Alberto-Braglia, Modène, Italie         | Estonie                                    | 3 - 0                                      | Éliminatoires Euro 2012                    | Titulaire                                                     |
| 13                                         | 7 juin 2011                                | Stade de Sclessin, Liège, Belgique            | République d'Irlande                       | 0 - 2                                      | Match amical                               | Titulaire                                                     |
| 14                                         | 10 août 2011                               | Stade San Nicola, Bari, Italie                | Espagne                                    | 2 - 1                                      | Match amical                               | Remplaçant (entre à la 47e minute)                            |
| 15                                         | 6 septembre 2011                           | Stade Artemio-Franchi, Florence, Italie       | Slovénie                                   | 1 - 0                                      | Éliminatoires Euro 2012                    | Remplaçant (entre à la 46e minute)                            |
| 16                                         | 7 octobre 2011                             | Stade de l'Étoile rouge, Belgrade, Serbie     | Serbie                                     | 1 - 1                                      | Éliminatoires Euro 2012                    | Titulaire (buteur à la 2e minute et remplacé à la 70e minute) |
| 17                                         | 11 novembre 2011                           | Stade municipal, Wrocław, Pologne             | Pologne                                    | 0 - 2                                      | Match amical                               | Titulaire (remplacé à la 64e minute)                          |
| 18                                         | 15 novembre 2011                           | Stade olympique, Rome, Italie                 | Uruguay                                    | 0 - 1                                      | Match amical                               | Titulaire (remplacé à la 82e minute)                          |
| 19.                                        | 29 février 2012                            | Stade Luigi-Ferraris, Gênes, Italie           | États-Unis                                 | 0 - 1                                      | Match amical                               | Titulaire (remplacé à la 72e minute)                          |
| 20.                                        | 1er juin 2012                              | Stade du Letzigrund, Zurich, Suisse           | Russie                                     | 0 - 3                                      | Match amical                               | Titulaire                                                     |
| 21.                                        | 10 juin 2012                               | PGE Arena, Gdańsk, Pologne                    | Espagne                                    | 1 - 1                                      | Euro 2012                                  | Titulaire                                                     |
| 22.                                        | 14 juin 2012                               | Stade municipal, Poznań, Pologne              | Croatie                                    | 1 - 1                                      | Euro 2012                                  | Titulaire                                                     |
| 23.                                        | 18 juin 2012                               | Stade municipal, Poznań, Pologne              | République d'Irlande                       | 2 - 0                                      | Euro 2012                                  | Titulaire                                                     |
| 24.                                        | 24 juin 2012                               | Stade olympique, Kiev, Ukraine                | Angleterre                                 | 0 - 0 ap 2 - 4 tab                         | Euro 2012                                  | Titulaire                                                     |
| 25.                                        | 28 juin 2012                               | Stade national, Varsovie, Pologne             | Allemagne                                  | 1 - 2                                      | Euro 2012                                  | Titulaire                                                     |
| 26.                                        | 1er juillet 2012                           | Stade olympique, Kiev, Ukraine                | Espagne                                    | 4 - 0                                      | Euro 2012                                  | Titulaire                                                     |
| 27.                                        | 7 septembre 2012                           | Stade national Vassil-Levski, Sofia, Bulgarie | Bulgarie                                   | 2 - 2                                      | Éliminatoires Coupe du monde 2014          | Titulaire                                                     |
| 28.                                        | 11 septembre 2012                          | Stade Alberto-Braglia, Modène, Italie         | Malte                                      | 2 - 0                                      | Éliminatoires Coupe du monde 2014          | Titulaire                                                     |
| 29.                                        | 12 octobre 2012                            | Stade Hrazdan, Erevan, Arménie                | Arménie                                    | 1 - 3                                      | Éliminatoires Coupe du monde 2014          | Titulaire                                                     |
| 30.                                        | 16 octobre 2012                            | Stade Giuseppe-Meazza, Milan, Italie          | Danemark                                   | 3 - 1                                      | Éliminatoires Coupe du monde 2014          | Titulaire                                                     |
| 31.                                        | 14 novembre 2012                           | Stade Ennio-Tardini, Parme, Italie            | France                                     | 1 - 2                                      | Match amical                               | Titulaire (remplacé à la 50e minute)                          |
| 32.                                        | 26 mars 2013                               | Ta' Qali Stadium, L-Imdina, Malte             | Malte                                      | 0 - 2                                      | Éliminatoires Coupe du monde 2014          | Titulaire                                                     |
| 33.                                        | 7 juin 2013                                | Generali Arena, Prague, République tchèque    | Tchéquie                                   | 0 - 0                                      | Éliminatoires Coupe du monde 2014          | Titulaire                                                     |
| 34.                                        | 11 juin 2013                               | Stade São Januário, Rio de Janeiro, Brésil    | Haïti                                      | 2 - 2                                      | Match amical                               | Remplaçant (entré à la 72e minute et buteur à la 72e minute)  |
| 35.                                        | 16 juin 2013                               | Stade Maracanã, Rio de Janeiro, Brésil        | Mexique                                    | 1 - 2                                      | Coupe des confédérations 2013              | Titulaire (remplacé à la 68e minute)                          |
| 36.                                        | 19 juin 2013                               | Arena Pernambuco, Recife, Brésil              | Japon                                      | 4 - 3                                      | Coupe des confédérations 2013              | Remplaçant (entre à la 68e minute)                            |
| 37.                                        | 22 juin 2013                               | Arena Fonte Nova, Salvador de Bahia, Brésil   | Brésil                                     | 2 - 4                                      | Coupe des confédérations 2013              | Titulaire                                                     |
| 38.                                        | 27 juin 2013                               | Arena Castelão, Fortaleza, Brésil             | Espagne                                    | 0 - 0 ap 7 - 6 tab                         | Coupe des confédérations 2013              | Titulaire (remplacé à la 79e minute)                          |
| 39.                                        | 14 août 2013                               | Stade olympique, Rome, Italie                 | Argentine                                  | 1 - 2                                      | Match amical                               | Titulaire (remplacé à la 46e minute)                          |
| 40.                                        | 11 octobre 2013                            | Parken Stadium, Copenhague, Danemark          | Danemark                                   | 2 - 2                                      | Éliminatoires Coupe du monde 2014          | Titulaire (remplacé à la 68e minute)                          |
| 41.                                        | 15 novembre 2013                           | Stade Giuseppe-Meazza, Milan, Italie          | Allemagne                                  | 1 - 1                                      | Match amical                               | Titulaire                                                     |
| 42.                                        | 5 mars 2014                                | Stade Vicente-Calderón, Madrid, Espagne       | Espagne                                    | 1 - 0                                      | Match amical                               | Titulaire                                                     |
| 43.                                        | 31 mai 2014                                | Craven Cottage, Londres, Angleterre           | République d'Irlande                       | 0 - 0                                      | Match amical                               | Titulaire                                                     |
| 44.                                        | 4 juin 2014                                | Stade Renato-Curi, Pérouse, Italie            | Luxembourg                                 | 1 - 1                                      | Match amical                               | Titulaire (buteur à la 9e minute)                             |
| 45.                                        | 14 juin 2014                               | Arena Amazônia, Manaus, Brésil                | Angleterre                                 | 1 - 2                                      | Coupe du monde 2014                        | Titulaire (buteur à la 35e minute)                            |
| 46.                                        | 20 juin 2014                               | Itaipava Arena Pernambuco, Recife, Brésil     | Costa Rica                                 | 0 - 1                                      | Coupe du monde 2014                        | Titulaire (remplacé à la 69e minute)                          |
| 47.                                        | 24 juin 2014                               | Arena das Dunas, Natal, Brésil                | Uruguay                                    | 0 - 1                                      | Coupe du monde 2014                        | Titulaire (prend un carton rouge à la 59e minute)             |
| 48.                                        | 4 septembre 2014                           | Stade San Nicola, Bari, Italie                | Pays-Bas                                   | 2 - 0                                      | Match amical                               | Titulaire (remplacé à la 63e minute)                          |
| 49.                                        | 10 octobre 2014                            | Stade Renzo-Barbera, Palerme, Italie          | Azerbaïdjan                                | 2 - 1                                      | Éliminatoires Euro 2016                    | Titulaire                                                     |
| 50.                                        | 13 octobre 2014                            | Ta' Qali Stadium, L-Imdina, Malte             | Malte                                      | 0 - 1                                      | Éliminatoires Euro 2016                    | Titulaire                                                     |
| 51.                                        | 16 novembre 2014                           | Stade Giuseppe-Meazza, Milan, Italie          | Croatie                                    | 1 - 1                                      | Éliminatoires Euro 2016                    | Titulaire                                                     |
| 52.                                        | 12 juin 2015                               | Stade de Poljud, Split, Croatie               | Croatie                                    | 1 - 1                                      | Éliminatoires Euro 2016                    | Titulaire                                                     |
| 53.                                        | 13 novembre 2015                           | Stade Roi Baudouin, Bruxelles, Belgique       | Belgique                                   | 3 - 1                                      | Match amical                               | Titulaire                                                     |
| 54.                                        | 17 novembre 2015                           | Stade Renato-Dall'Ara, Bologne, Italie        | Roumanie                                   | 2 - 2                                      | Match amical                               | Titulaire (buteur à la 55e minute, remplacé à la 77e minute)  |

| Buts internationaux de Claudio Marchisio | Buts internationaux de Claudio Marchisio | Buts internationaux de Claudio Marchisio   | Buts internationaux de Claudio Marchisio | Buts internationaux de Claudio Marchisio | Buts internationaux de Claudio Marchisio | Buts internationaux de Claudio Marchisio |
| 0                                        | Date                                     | Lieu                                       | Adversaire                               | Score                                    | Résultats                                | Compétitions                             |
| ---------------------------------------- | ---------------------------------------- | ------------------------------------------ | ---------------------------------------- | ---------------------------------------- | ---------------------------------------- | ---------------------------------------- |
| 1er                                      | 7 octobre 2011                           | Stade de l'Étoile rouge, Belgrade, Serbie  | Serbie                                   | 0 - 1                                    | N 1 - 1                                  | Éliminatoires Euro 2012                  |
| 2e                                       | 11 juin 2013                             | Stade São Januário, Rio de Janeiro, Brésil | Haïti                                    | 2 - 0                                    | N 2 - 2                                  | Amical                                   |
| 3e                                       | 4 juin 2014                              | Stade Renato-Curi, Pérouse, Italie         | Luxembourg                               | 1 - 0                                    | N 1 - 1                                  | Amical                                   |
| 4e                                       | 14 juin 2014                             | Arena Amazônia, Manaus, Brésil             | Angleterre                               | 1 - 0                                    | V 2 - 1                                  | Coupe du monde 2014                      |
| 5e                                       | 17 novembre 2015                         | Stade Renato-Dall'Ara, Bologne, Italie     | Roumanie                                 | 1 - 0                                    | N 2 - 2                                  | Match amical                             |

## Palmarès
| Italie - Euro : - Finaliste : 2012. - Coupe des confédérations : - Troisième : 2013. |

### En club
Juventus
- Championnat d'Italie (7) :
  - Champion : 2012, 2013, 2014, 2015, 2016 et 2017,et 2018
  - Vice-champion : 2009.

- Coupe d'Italie (4) :
  - Vainqueur : 2015, 2016, 2017 et 2018
  - Finaliste : 2012.

- Supercoupe d'Italie (3) :
  - Vainqueur : 2012, 2013 et 2015
  - Finaliste : 2014, 2016 et 2017
- Championnat d'Italie D2 (1) :
  - Champion : 2007

- Ligue des champions :
  - Finaliste : 2015, 2017

 Zénith Saint-Pétersbourg
- Championnat de Russie (1) :
  - Champion : 2019

### Distinctions personnelles
- Gran Galà del calcio AIC  (2) :
  - Membre de l'équipe de l'année : 2011 et 2012.